# Вугор електричний
Вугор електричний  (Electrophorus electricus) — вид гімнотоподібних риб родини гімнотові (Gymnotidae) роду електричний вугор (Electrophorus). Риба, яка генерує розряд струму напругою 300—650 V і силою струму 0,1—1 А. Така напруга може вбити людину, що перебуває поблизу. Статевозрілий електричний вугор досягає майже трьох метрів у довжину тоді, як його товщина становить близько десяти сантиметрів. Три електричні органи займають майже 80 % тіла вугра, решту 20 % становлять інші органи, які виконують життєво важливі функції (розмноження, дихання, травлення тощо).

## Поширення
Ці риби мешкають у річках, що впадають до Ориноко й Амазонки, а також у болотах північно-східної частини Південної Америки. Зустрічаються в таких країнах: Бразилія, Французька Гвіана, Гаяна, Перу, Суринам, Венесуела.

## Історія
Перші відомості про електричного вугра європейці отримали від іспанських завойовників у XVII столітті. Перший детальний опис було зроблено 1729 року. 1766 року Карл Лінней описав вид на основі праць нідерландського дослідника Яна Гроновіуса і дав йому наукову назву Gymnotus electricus. Натуралісти не одразу повірили, що ці риби завдають удару саме електрикою. Припускали, наприклад, що вони якимось загадковим способом «заморожують» людську руку або стрімко б'ють по ній. Уже було відомо, що живі істоти й вода проводять струм, тому твердження, що провідник, який плаває у провідникові, може генерувати електрику, не могло бути прийняте без вагомих доказів. У червні 1772 член Королівського товариства сер Джон Волш довів, що удари вугра мають електричний характер.

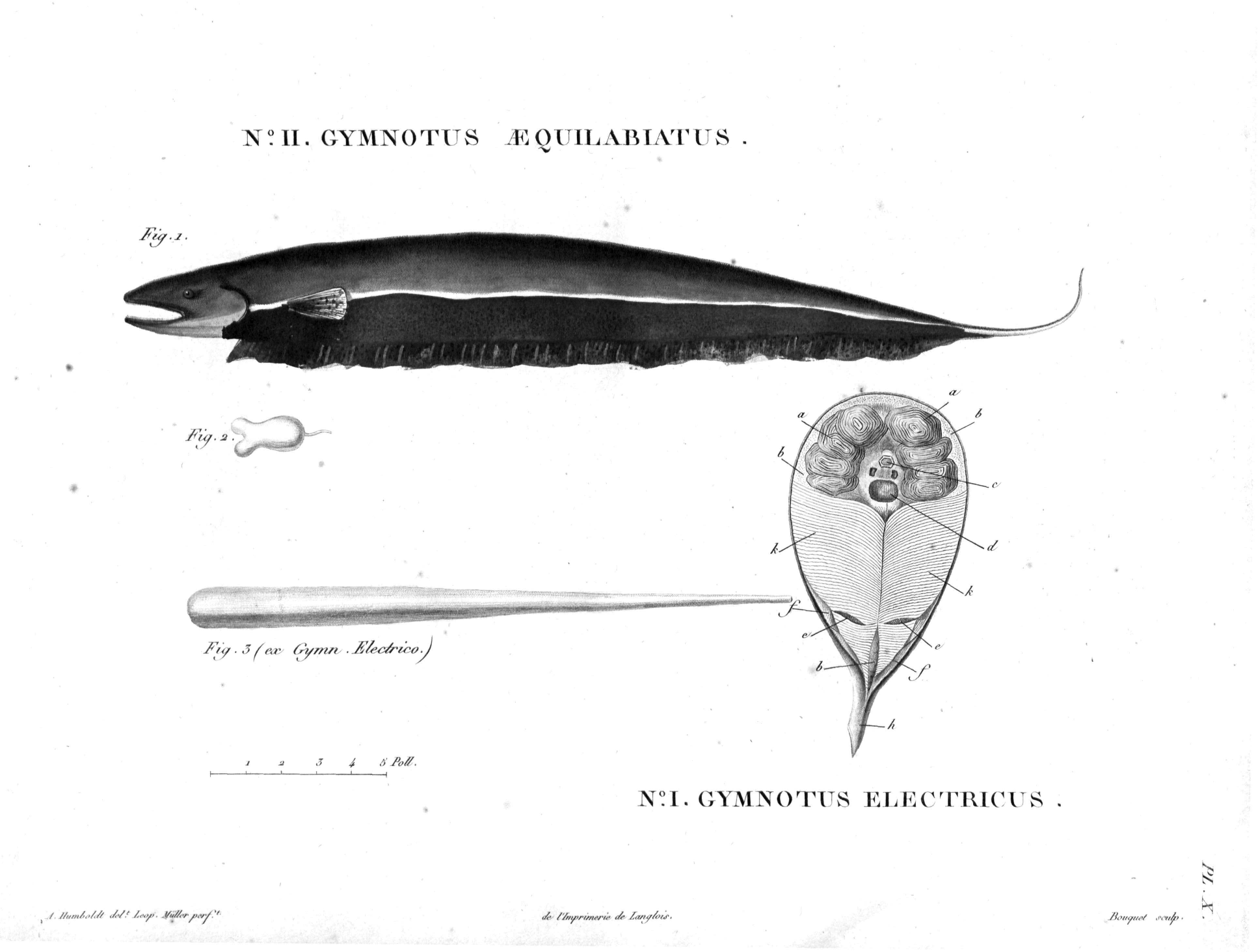
Ілюстрація Александера фон Гумбольдта (1802)

Точніші відомості вперше зібрав лише Александер фон Гумбольдт. «В Антильському морі — повідомляє він, водиться риба, звана іспанцями Tembladoris, тобто „тремтяча“; це рід вугра, надзвичайно рухливий і численний у великих річках Південної Америки. Ловля цих вугрів за допомогою сіток майже неможлива, оскільки ця прудка риба з неймовірною швидкістю заривається в мул». Гумбольдт, прикладаючи до вологого тіла вугра два провідники на відстані навіть 1 см, отримував іскри.
Ємність «батарей» електричного вугра вперше розрахував Майкл Фарадей: вона дорівнювала 15 зарядженим лейденським банкам із загальною робочою поверхнею елементів 2250 квадратних метрів.
Вивчав електричного вугра й Чарлз Дарвін. Він досліджував проблему еволюційного розвитку електричних органів. У книзі «Походження видів» учений писав: «Загальновизнано близьку подібність цих органів зі звичайними м'язами як за внутрішньою будовою й розподілом нервів, так і за впливом на них різних реактивів. <…> Далі цього наше пояснення нині не сягають, але <…> було б украй сміливо стверджувати, що не існувало жодних переходів, якими міг йти градуальний розвиток цих органів».
1864 року американський іхтіолог Теодор Гілл виділив окремий рід Electrophorus.
Прорив у дослідженні електричних риб здійснив у середині XX століття Ганс Вернер Ліссманн, що народився у місті Миколаєві й з 1934 року працював у Кембриджі. 1958 року, після семи років плідних експериментів і польових досліджень, у «Journal of experimental biology» оприлюднено його статтю — «Про функції та еволюцію електричних органів риб». Ліссманн переконливо доводив, що електричні органи мормирових і гімнотових риб потрібні для орієнтування та спілкування.

## Опис

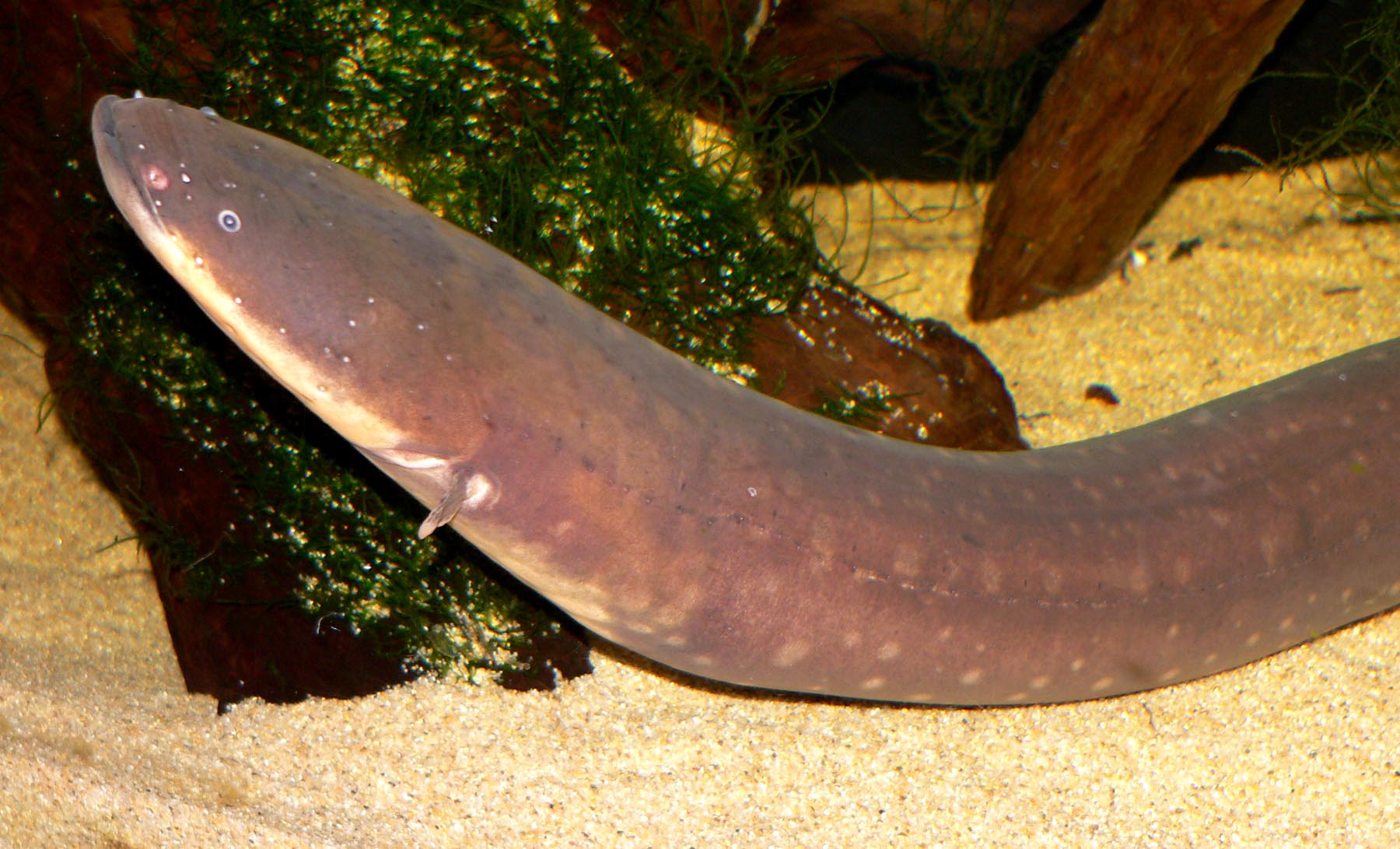
Вугор електричний в акваріумі Стейнхард у Сан-Франциско

Електричні вугри — великі риби, тіло довге й змієподібне; середня довжина дорослих особин становить 1—1,5 м, найбільший із відомих екземплярів сягав майже триметрової довжини. Вага — до 20 кг (максимальна — 45 кг). Шкіра в електричного вугра гола, без луски; тіло дуже видовжене, округле в передній частині й трохи стисле з боків у задній. Вугри мають зябра, проте дихають переважно атмосферним повітрям.
Густі, в'язкі шкірні покриви тіла E. electricus виконують функції захисного шару, часто від їхнього ж електричного струму. Забарвлення дорослих електричних вугрів оливково-коричневе, нижній бік голови й горла яскраво-жовтогарячі, край анального плавця світлий, очі смарагдово-зелені. Забарвлення молодих риб світліше, вохристого відтінку, іноді з мармуровим малюнком.
Плавальний міхур дуже великий й у великих екземплярів сягає 80 см. Визначено, що електричний вугор має добре розвинений слух. Вони мають апарат Вебера, який з'єднує вухо з плавальним міхуром, що значно розширює можливості їхнього слуху. Ця риба має маленькі очі й поганий зір.
Бічна лінія розташована у верхній частині тіла й ледь помітна. У ній є електричні клітини-рецептори, якими вугор помічає найменші зміни тиску й вібрацію у воді.

### Специфічні риси анатомії
Спинного й черевного плавців у електричного вугра немає, а грудні дуже невеликі й вочевидь, є лише стабілізаторами під час руху риби. Основним органом руху вугра слугує величезний анальний плавець, що налічує до 350 променів і тягнеться від анального отвору до кінця хвоста. За допомогою рухів цього плавця вугор з однаковою легкістю може пересуватися вперед та назад, угору й униз. Промені анального плавця рухаються двома групами м'язів, а саме — лат. musculi pinnales internales, прикріплених до spina internalis і розташованих назовні musculi pinnales anales externalis.

Радіографічне зображення хвоста вугра електричного

Довгий час, від часу опису виду, вважалося, що плавець, який розташований уздовж нижнього краю більшої частини тіла, складається лише з анального плавця, а хвостовий плавець повністю зредукований. Проте жодних серйозних досліджень цього питання упродовж 200 років не робилося. 2013 року дослідники на основі онтогенетичних досліджень і за допомогою радіографічного обстеження дійшли висновку про наявність у цього виду каудального скелета. Хвостовий плавець складається з кісткової хвостової пластинки — гіпуралії, яка злилася з кінцевою центральною пластинкою хребта (terminal centrum) і кількох променів (лепідотріхій), що виходять із неї.
Рот вугра спереду обмежується міжщелепною кісткою, а з боків — верхньою щелепою. Плечовий пояс прикріплено до голови. Наявна сліпа кишка, а задній прохід переміщений уперед до грудних плавників. Яйцепровід має вигляд кишки, статеві залози з вихідною протокою.

### Електричні органи
4/5 усього тіла вкрито електричними органами, які розташовані безпосередньо під шкірою і становлять близько третини ваги всього тіла. Усього їх три — це органи Гантера та Мена, які виробляють високу напругу і мають захисне призначення, та орган Сакса, що виробляє невеликі струми для спілкування та навігації. Кінчик хвоста діє як позитивний полюс батареї, а голова виступає як негативний полюс. Встановлено, що електричні органи формуються, коли тіло сягає розміру 15 мм. Спочатку вони застосовуються лише для орієнтації, а коли розмір сягає понад 40 мм  — і для нападу.

Будова електричного органу

Тканина цього органу є червонувато-жовтою драглистою масою; з нею утворюється 4 органи у вигляді довгастих пластин; одна пара лежить у спинній частині, а друга — у нижній ділянці хвоста. Кожен орган складається з пластинок (до 5000 штук), які розділено поперечними перетинками з багатьма поздовжніми перетинками. Найдрібніші призматичні клітини наповнено драглистим вмістом і розділено тонкими перетинками. Перетинки розташовані на відстані від 0,8 до 2,5 мм одна від одної. До органів підходять численні нервові волокна.

Натрієвий насос клітин електричного органу

Ще наприкінці XVIII століття вчені встановили, що нервові імпульси мають електрохімічну природу. Інакше кажучи, було доведено, що нервові сигнали — рух іонів крізь мембрану нейроцита. У спокійному стані або бездіяльності клітини його мембрани мають негативний потенціал (усередині депонуються іони К+), а зовні скупчуються як негативні, так і позитивні іони (йони натрію і калію). У процесі потрапляння іонів натрію всередину клітини потенціал змінюється на позитивний. У звичайному стані, завдяки дії «натрієвого насоса», клітина позбувається йонів натрію.
Сила електричного удару вугра дуже велика. У середньому напруга під час розряду трохи перевищує 350 В, однак у деяких випадках було виміряно напруги до 500 В. Струм, що виникає, досить слабкий, його сила зазвичай становить частки ампера. Щоправда, було зафіксовано розряди з напругою 650 В і силою струму 2 А, себто потужністю 1000 Вт. Перші удари електричного вугра найсильніші, але при повторенні вони слабшають. Великий вугор може сильно вразити людину й велику тварину; дрібних тварин він убиває вмить.

## Спосіб життя

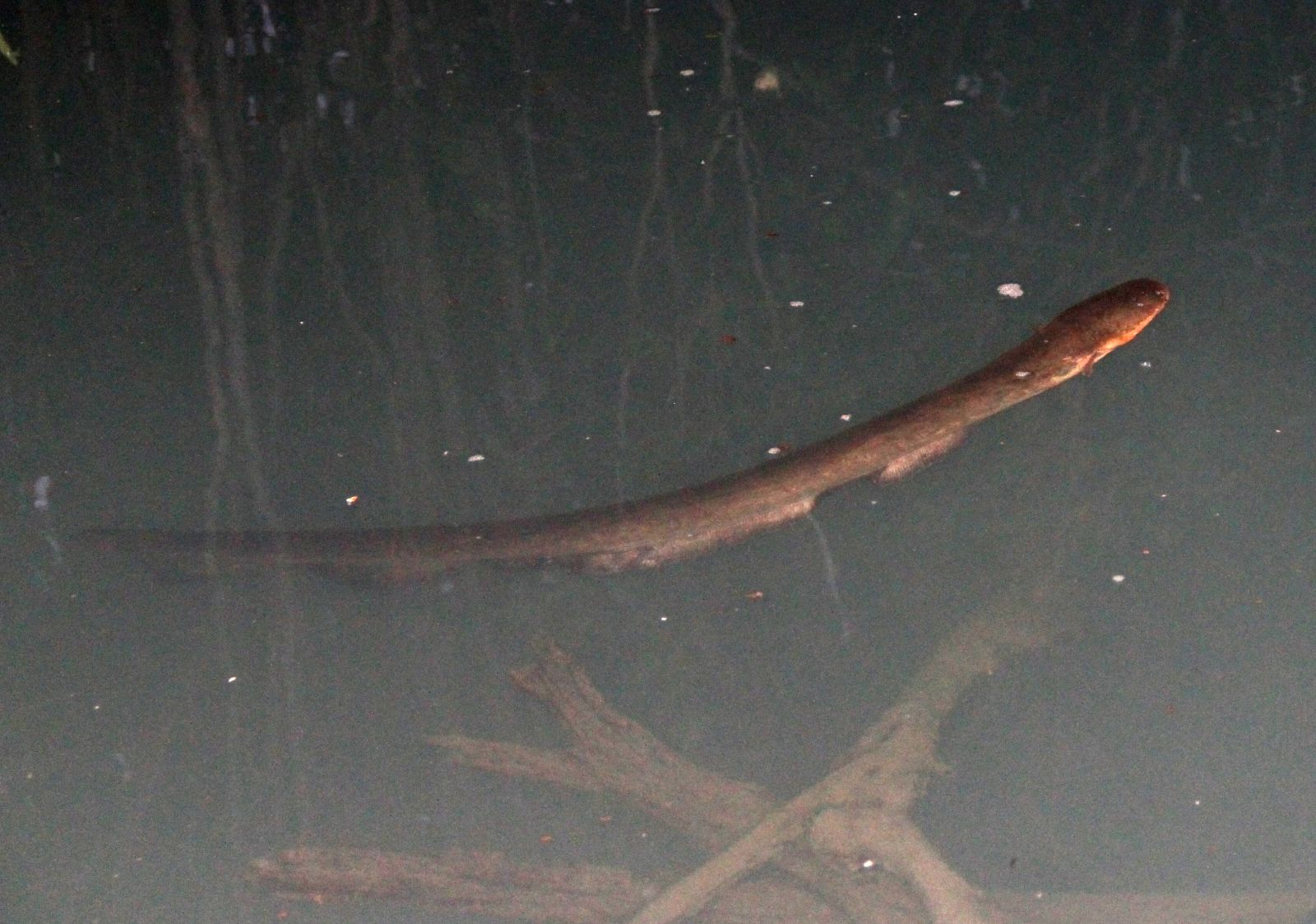
Вугор електричний у природі

Мешкає у заплавах річок, болотах, струмках, малих річках і прибережних рівнинах, поодинці. Більшу частину свого життя вугор перебуває на дні, серед водоростей. Він мало рухається й піднімається на поверхню лише для дихання.
Суходолом вугор пересуватися не може, як і перебиратися по вологому мулу. Улітку, коли вода висихає, вугор заривається, для чого викопує собі нору.

### Характеристика біотопу
Електричний вугор мешкає на болотистій території, де розкидано багато стариць, ставків, озер, які поступово заростають і стають болотами, та просто ям, воду до яких майже щодня підливають теплі зливи. Усю товщу води пронизують стебла, листя, коріння, до води тягнуться пагони болотяної рослинності. Період посиленого росту місцевих рослин припадає на січень — березень, коли опадів випадає трохи більше, ніж в інші пори року. Температура стоячої води біля поверхні вдень сягає 35—40 °C, уночі — до 28—30 °C. Дно вкриває товстий шар напівзігнилих гілок, листя дерев і болотяної трави. У такій каламутній і гнилій воді вугор відпочиває й ховається.
Найтиповішими підводними рослинами у цьому куточку світу є елодея, ехінодорус і наяс. Поряд із ними ростуть кілька видів водопериці, кабомба, роголисник, валіснерія, папороть сітчаста. На поверхні води плавають листки папороті, водяних гіацинтів, ряска і сальвінія. Серед риб найбільше видів із ряду харациноподібних. Також мешкають різні види черепах і кайманів.

### Дихання
Вугор мешкає на мулистому дні або у спокійних стоячих водах. У цих слабопроточних, дуже зарослих, замулених водоймах часто виникає нестача кисню. Імовірно, саме ця обставина зумовила розвиток у ротовій порожнині електричного вугра особливих ділянок судинної тканини, які дають йому змогу засвоювати кисень безпосередньо з атмосферного повітря. Вугри отримують майже 80 % кисню, через їх високо васкуляризований рот. Для захоплення нової порції повітря вугор має підніматися до поверхні води, принаймні, один раз на п'ятнадцять хвилин, але зазвичай він робить це частіше. Якщо електричного вугра позбавити такої можливості, то він загине (захлинеться чи втопиться, хоч як це не парадоксально звучить стосовно риби). Здатність електричного вугра дихати атмосферним киснем дозволяє йому впродовж декількох годин без усякої шкоди для себе перебувати поза водою.

### Використання електроенергії

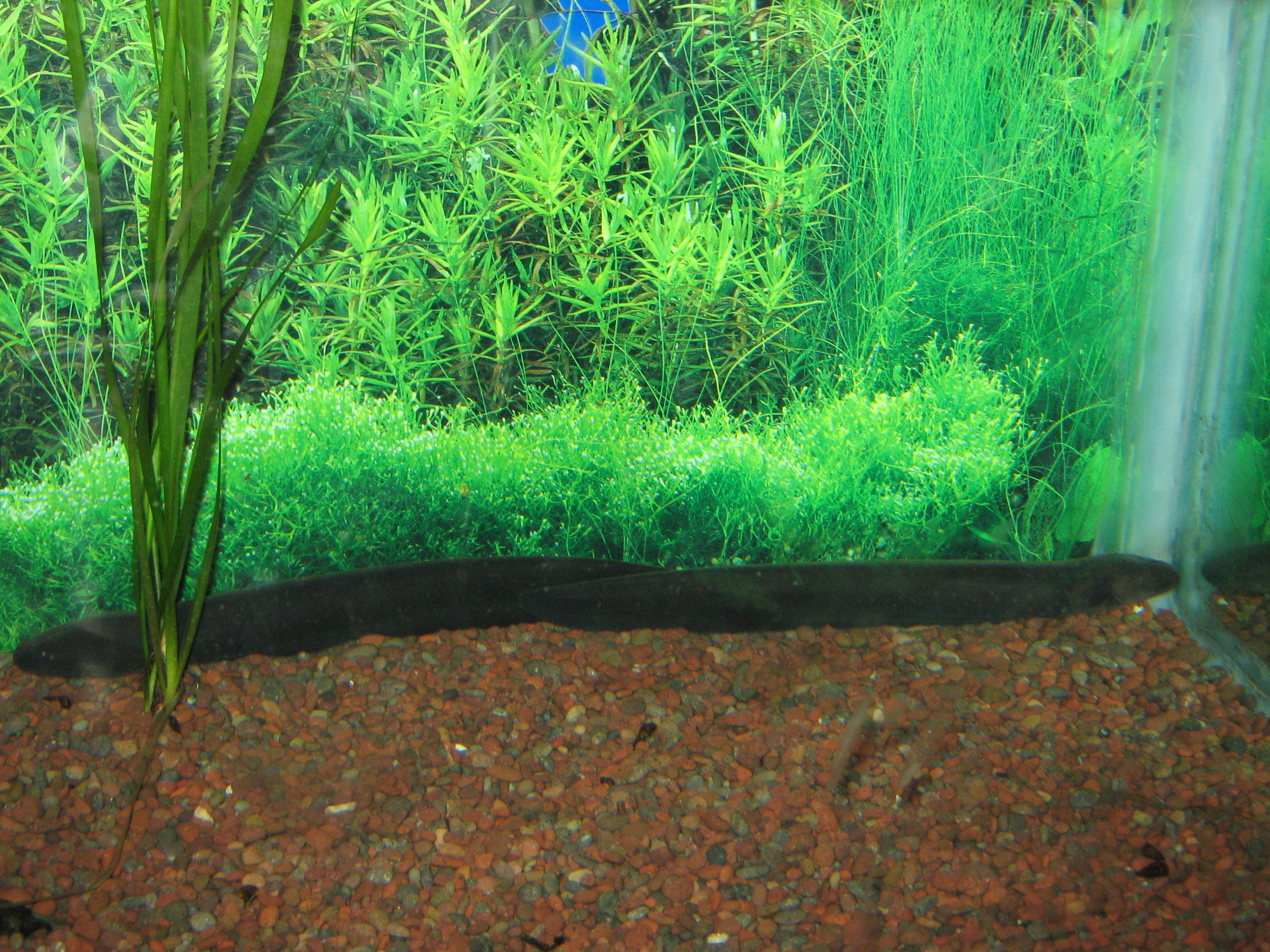
Пара електричних вугрів в акваріумі, Ліма, Перу

Електроенергія виникає в тілі всіх тварин, зокрема, і в людини. Електроімпульси передаються нервовими волокнами до нейронів головного мозку, саме так передаються різноманітні сигнали, які сприймає організм. Особливі електрооргани служать рибам для орієнтації, захисту, полювання й спілкування. Електричні розряди здатні видавати близько 250 видів риб. Електричні органи служать насамперед для орієнтування, а також є знаряддям полювання й захисту. Однак, серед усіх представників фауни лише два види риб (вугри і скати) виробляють заряд такої сили, що може паралізувати або навіть убити людину. У тілі вугрів і скатів настільки потужна електрика, що вони здатні застосовувати її як зброю.

#### Навігація

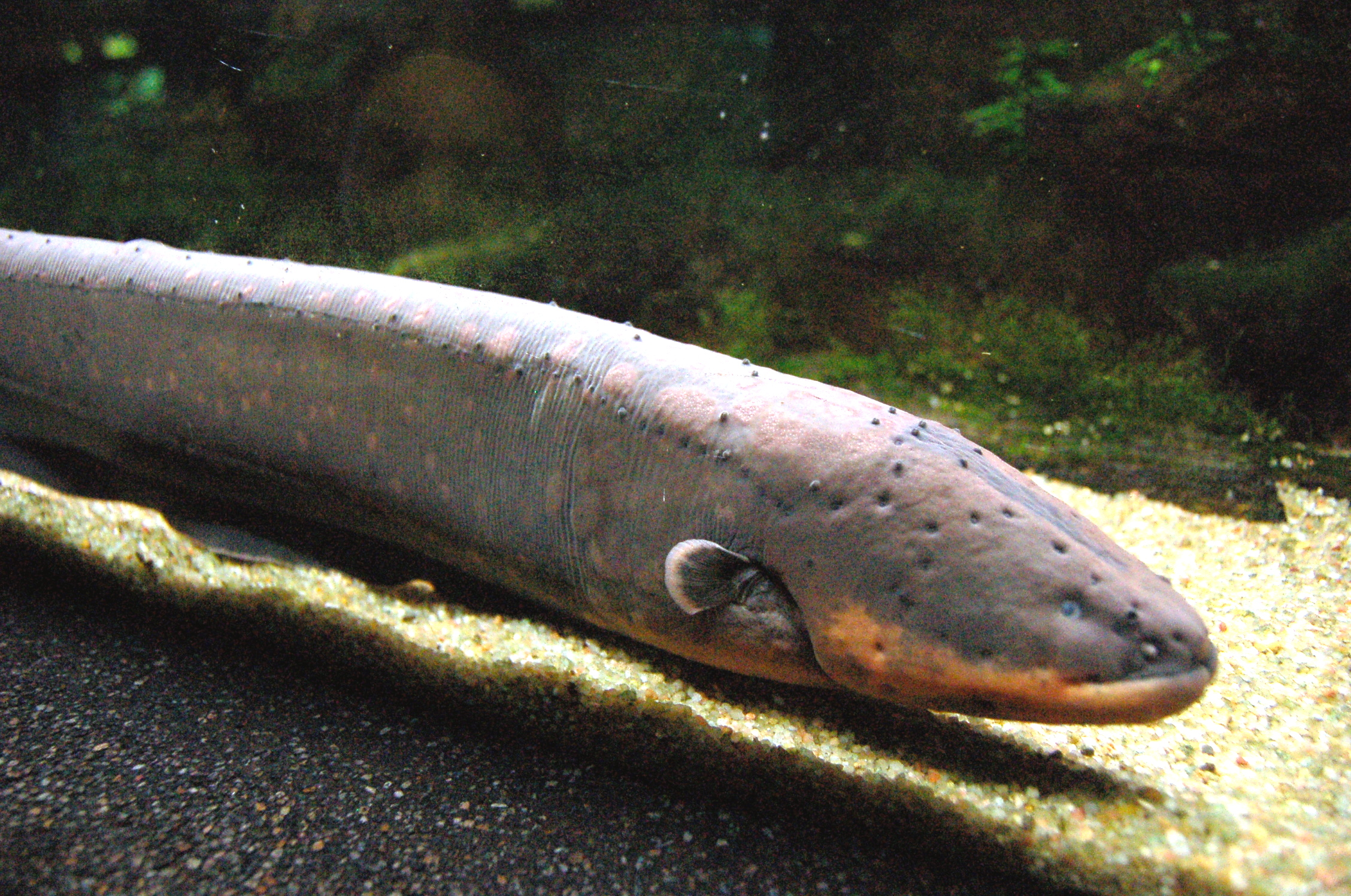
Вугор електричний у акваріумі, Париж, Франція

Як і всі електричні риби, електричні вугри здатні застосовувати слабкі електричні сигнали для навігації та соціальної комунікації з іншими електричними вуграми у темряві або в каламутній воді. Для орієнтації риба застосовує слабку напругу (10 V), а електричне поле простягається у радіусі 5 метрів. Орієнтування риб ув їхньому електричному середовищі подібне до ехолокації у кажанів або дельфінів. Деякі з електричних рецепторів налаштовані на виявлення неелектричних риб, інші спеціалізовані для виявлення сигналів родичів. Здатність виявляти електричні сигнали дозволяє вуграм відчувати навіть серцебиття інших риб. Вони отримують кращу «картинку» навколишнього середовища, якщо тіло, через яке проходить електричне поле, є порівняно твердим.

#### Полювання
Для полювання вугор застосовує напругу 300—600 V. Атака електричного вугра складається з 4—8 розрядів, проте вони короткі: тривають лише дві–три тисячних секунди. Наблизившись до жертви, вугор здійснює електричний розряд, і переслідувана риба, а також усі живі істоти навколо, впадають у заціпеніння — вугрові залишається тільки вибирати найвідповіднішу здобич. Широко розкривши пащу, він одну за одною ковтає риб, крабів і менших тварин; під час ковтання він сопе і зчиняє шум, чутний здалеку. Коли вугра електричного спіймають у рибальській сітці, іншу рибу часто знаходять мертвою через удари вугра.

### Вплив на людей і тварин
Вугор електричний є небезпекою для всіх водяних мешканців. Черепахи, жаби, ящірки, навіть крокодили прагнуть віддалитися від того басейну, де поселилися вугри.
Відомо мало випадків загибелі людей після зустрічі з електричним вугром. Німецький натураліст XIX століття Александр фон Гумбольдт, який наступив на електричного вугра, скаржився, що «весь день відчував гострий біль у колінах і майже в усіх суглобах». Інший дослідник — Бажон підняв одного разу цю рибу за хвіст і отримав при цьому такий удар, що мало не впав, опісля у нього довго боліла голова; також Бажон писав, що кішка, яка хотіла вкусити напівмертвого вугра, зі страшним криком і в судомах відскочила. Те ж саме сталося із собакою, яка лизнула вугра.
Численні електричні удари можуть призвести до дихальної або серцевої недостатності, через що людина може потонути навіть на мілководді. Нападає вугор без попередження і не намагається сховатися, навіть якщо розміри противника перевищують його власні у десятки разів. Тому, якщо на шляху людини опинився електричний вугор, людині краще поступитися. Радіус дії струму риби метрового розміру — понад 3 м.

## Живлення
Електричні вугри живляться безхребетними, хоча дорослі вугри можуть також споживати рибу й невеликих ссавців. Молодь їсть безхребетних (креветки, краби). Риба знаходить здобич за допомогою електричних органів, які дозволяють їй виявити жертву, навіть якщо вона нерухома. На полювання електричні вугри виходять уночі. Чутливі сенсори фіксують і невеликі електричні імпульси, що викликані рухами м'язів інших риб, наприклад, під час дихання останніх. Помітивши зграю риб, рака, який вибрався з нори, або жабу, що сидить на листі латаття, вугор наближається до них і запускає свою «електростанцію». Усе живе, що опинилося в зоні дії електричного розряду, переважно не гине, але перебуває в шоковому стані й не здатне рухатись, а вугор спокійно поїдає найбільш ласу здобич. Повторні удари струмом можуть убити не тільки дрібну здобич, а й великих ссавців і людину. Вугор має тільки один ряд дрібних зубів, тому вчені роблять припущення, що він полює лише на дрібну здобич, яку ковтає цілком.

## Розмноження
Про розмноження й розвиток електричних вугрів, як й інших гімнотових риб, відомо мало. Дотепер не вдалося знайти яку-небудь помітну особливість, яка дозволила б визначати стать риби. Цілком можливо, що, як й інші види риб, що здатні виробляти електричне поле, вугри застосовують електричні органи для обміну даними про належність до певної статі, вік і готовність до парування. Відповідно до нечисленних спостережень, під час розмноження електричні вугри залишають звичні місця перебування й повертаються до них уже в супроводі молоді, яка починає самостійне життя, коли досягає довжини 10—12 см. Про потомство дбають обоє батьків. Паруються електричні вугри під час сухого сезону. Яйця розміщують у добре прихованому гнізді, зробленому самцем зі слини. Максимальна плодючість — до 17 000 яєць. У польових спостереженнях було зафіксовано в середньому 1200 ембріонів. Зазвичай мальки, народжені першими, поїдають яйця, які самиця відклала пізніше.

## Вивчення і використання

### Вивчення
Дослідники Цзянь Сюй (Jian Xu) з Єльського університету і Девід Ла Вен (David LaVan) з Національного інституту стандартів і технологій (NIST) стверджують, що не тільки можуть повторити електричні характеристики клітин електричного вугра, але й поліпшити їх. Штучні версії клітин вугра, які генерують електроенергію, можуть бути розроблені як джерела живлення для медичних імплантатів та інших мікроскопічних пристроїв. Електрогенерувальні клітини вугра можна модифікувати і застосовувати для невеликих електромеханічних пристроїв. Вони розробили математичну модель, яка, за їхніми словами, перевершує попередні за точністю. З її допомогою вони визначили необхідні константи й потім побудували модель ідеальної електричної клітини. Згідно з розрахунками математиків, ефективність електропостачання вугра за допомогою молекулярного дизайну можна підвищити аж на 40 %. Кластер зі штучних клітин здатний давати постійний струм потужністю 300 мкВт і підтримувати функціонування невеликого електромеханічного пристрою.

### Вживання в їжу
М'ясо електричного вугра досить рідко вживають у їжу, хоча воно доволі смачне. Електричний орган має бридкий смак, тому його ретельно відокремлюють. Розповідають, що раніше їх добували цікавим способом. Перед початком полювання до водойми, багатої вуграми, заганяли стадо корів або коней, на яких струм такої сили не діє. Вугри, бороняючись від «загарбників» водойми, обстрілювали їх електричними «залпами» й швидко розряджали свої батареї. Тоді рибалки заходили до води й били «обеззброєних» вугрів списами.

### Акваріумістика
Електричні вугри добре утримуються в неволі й часто слугують прикрасою великих прилюдних акваріумів. Гарних результатів вдається досягти в тому випадку, коли вода в акваріумі міняється не надто часто. Інакше на тілі електричних вугрів утворюються виразки, і вони незабаром гинуть. Це явище, вочевидь, пов'язане з тим, що слиз, який виділяють вугри, містить якийсь антибіотик, що накопичується у воді й охороняє риб від виразкових захворювань. Риба досить добре адаптується до життя в неволі. Деякі аматори демонструють унікальні здібності вугра за допомогою електролампочки, проводи якої опущено в акваріум. Відчувши потенційну здобич (дрібні рибки, шматочки корму), електричний вугор починає генерувати у водному середовищі електричні розряди. Для того, щоб почути статичні шуми, що виникають унаслідок електророзрядів, на акваріум встановлюють звукопідсилювачі. Спілкування з таким домашнім вихованцем — справа досить небезпечна. У Лондонському зоопарку вугор одного разу сильно вдарив електричним струмом служителя, який його годував. Інший вугор почав генерувати електричні розряди, коли його переносили в металевій коробці і служителю довелося кинути коробку на землю.

### Військова справа
Унікальні здібності вугра вивчають уже понад століття. Під час Другої світової війни вугрів використовували в експериментах з вивчення впливу нервово-паралітичних газів, які блокують передачу нервових імпульсів і, таким чином, здатних порушити функціональну діяльність життєво важливих органів (серце, легені, травна система). Через два роки після вступу до війни Сполучених Штатів, до Нью-Йорка було доставлено двісті електричних вугрів, спійманих у Південній Америці. У зоопарку в Бронксі для них влаштували двадцять два дерев'яних басейни. Нервово-паралітичні гази інгібують розщеплення ацетилхоліну (медіатора) після того, як він блокує «натрієвий насос» нейрона. Як правило, ацетилхолін в організмі одразу ж розщеплюється після того, як виконає свою основну функцію. Гідролітичні процеси управляється ферментом (холінестераза). Саме нервово-паралітичні гази блокують активність вказаного ензиму.
Електричний орган вугра характеризуються значним вмістом холінестерази. Військові фахівці використовували електричних вугрів як джерело цього ферменту, який був потрібен для вивчення механізму дії нервово-паралітичних газів на організм людини.

### Використання для освітлення
2008 року в Японії в провінції Гіфу електричного вугра, який мешкає в акваріумі прісноводих риб світу, використали з незвичною метою — він запалював гірлянду на різдвяній ялинці. Щоразу, коли електричний вугор у своєму акваріумі торкався прокладеного там мідного дроту, на ялинці спалахували вогники. Цю ялинку назвали «Ялинкою вугра» (англ. Eel Christmas tree) або скорочено E-tree. Жартома творці електричної ялинки кажуть, що незабаром може настати час, коли в багажнику кожного автомобіля буде плескатися пара вугрів. Тоді зникне потреба заряджати акумулятор.
2011 року у Венеції встановили ялинку, яка освітлювалась за допомогою електрики, що виробляється електричним вугром.

### Медицина
Електричних вугрів застосовували в численних медичних експериментах, особливо для лікування ревматизму. Наявність речовин, що забруднюють воду, може змінити сигнал, який випромінює риба й дослідники Франції вивчають можливість застосування цієї риби для контролю якості води.

## Таксономія
Спершу, вид було зараховано до монотипової родини — електричні вугри (Electrophoridae), але пізніше перенесено до родини гімнотові (Gymnotidae).

## Загрози й охорона
Станом на 2009 рік, Міжнародний союз охорони природи вважає електричного вугра видом із найменшим ризиком, «через його значне поширення, здатність займати для мешкання різні місця й відсутність будь-яких відомих поширених загроз для цього виду». Існуванню вугра може загрожувати лише забруднення прісних водойм.
Дрібних особин збирають для акваріумної торгівлі, а також для науки, однак колекціонування не викликає скорочення популяції.

## Філателія

Серія «Фауна Куби»

1969 року Куба видала серію з трьох поштових марок під назвою «Фауна Куби». На одній з них на передньому плані зображено Александра Гумбольта, а на задньому плаває пара електричних вугрів.
У 1980—1986 роках у Гаяні видавали поштову марку із зображенням електричного вугра. Вартість марки становила спочатку 35 центів (у 1980—1982 роках), потім 60 центів (у 1984—1986 роках):

## Цікаві факти
- Підраховано, що 10 тис. вугрів могли б дати енергію для руху електропотяга впродовж декількох хвилин. Але після цього поїзду довелося б стояти кілька діб, доки вугри відновили б свій запас електричної енергії.
- У Латинській Америці побутує жарт: «Якщо ви купили на ринку електричного вугра, просто під'єднайте до нього електроплиту. Він сам себе посмажить»[20].
- Електричний вугор відомий тим, що може завдавати ударів електричним струмом і після своєї смерті (до восьми годин). Це зумовлено діяльністю електричних органів уздовж хвоста вугрів, яка продовжується деякий час після смерті риби[21].
- Електроенергії, що виробляється дорослим вугром, досить для освітлення будинку.